# Jorubák

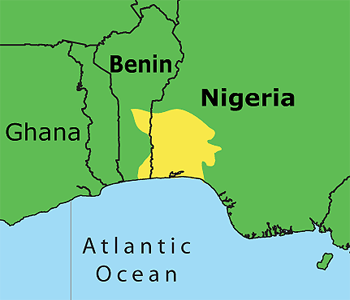
A jorubák elterjedése Nigériában és Beninben

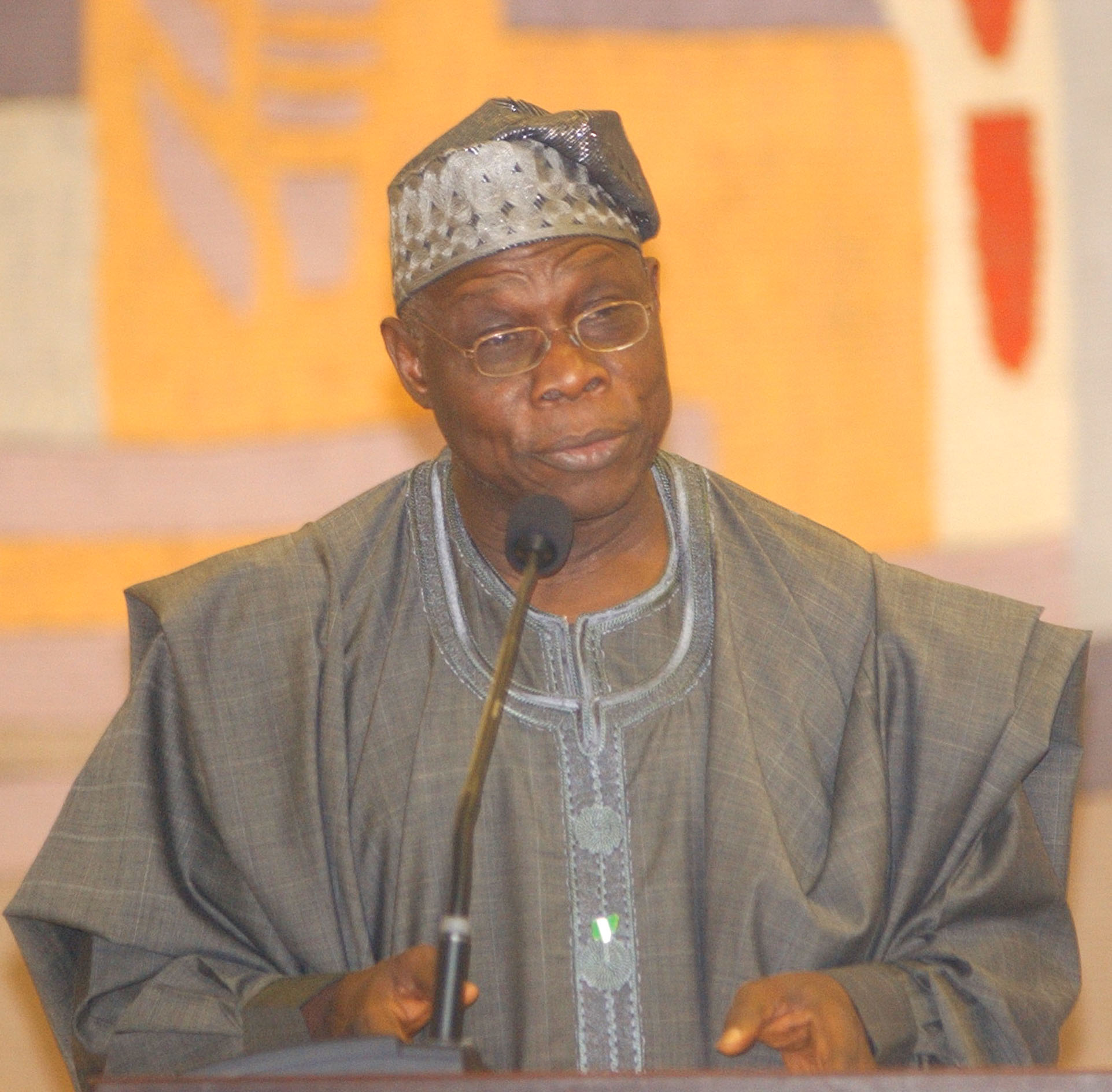
Olusegun Obasanjo, Nigéria 12. elnöke, joruba keresztény

A joruba nagy etnikai csoport Afrikában, amely több mint harmincmillió főt számlál. Legtöbbjük a joruba nyelvet beszéli.
A jorubák főképp Nyugat-Afrikában élnek (többségük Nigéria nyugati részében. Északnyugati szomszédaik a borguk (vagy baribák), északon a nupék és az ebirák, délkeleten az afenmaik és az edók, északkeleten az igalák és rokon népeik, délnyugaton az egunok, fonok és más gbe nyelveket beszélő népek.
Nigérián kívül jelentős bennszülött joruba népesség él Beninben, Ghánában és Togóban. Nigérián belül Ekiti, Lagosz, Ogun, Ondo és Oszun államok fő etnikai csoportját alkotják és jelentős arányban élnek Kwara és Kogi államokban, illetve Beninben.